# Raffaello Giovagnoli
Raffaello Giovagnoli (Roma, 13 maggio 1838 – Roma, 15 luglio 1915) è stato uno scrittore, patriota e politico italiano.

## Biografia

### La gioventù
La madre, Clotilde Staderini, morì di parto quando Raffaello era solo undicenne, perciò buona parte della sua formazione si deve alla guida culturale e morale del padre Francesco. Magistrato nativo di Monterotondo, di cultura laica e riformista, Francesco Giovagnoli si impegnò nell'esperienza rivoluzionaria della Repubblica Romana, e alla sua caduta venne mandato al confino dai tribunali pontifici. Nel frattempo, il giovane aveva già dimostrato precocissimi segnali di curiosità intellettuale: introdotto alla storia romana, ad appena dieci anni aveva concluso la lettura degli storici classici, a cui seguirono studi di filosofia e di letteratura italiana e latina nel decennio 1850-59 svolti a Monterotondo – dove il padre si trovava confinato. Questo ampio bagaglio culturale gli consentì di esordire nel giornalismo, ma lo slancio patriottico lo spinse ad arruolarsi volontario e partire con i suoi quattro fratelli Alessandro, Ettore, Mario e Fabio. In occasione della prematura morte di quest'ultimo, i cinque fratelli Giovagnoli furono definiti da Giuseppe Garibaldi “i Cairoli del Lazio”.

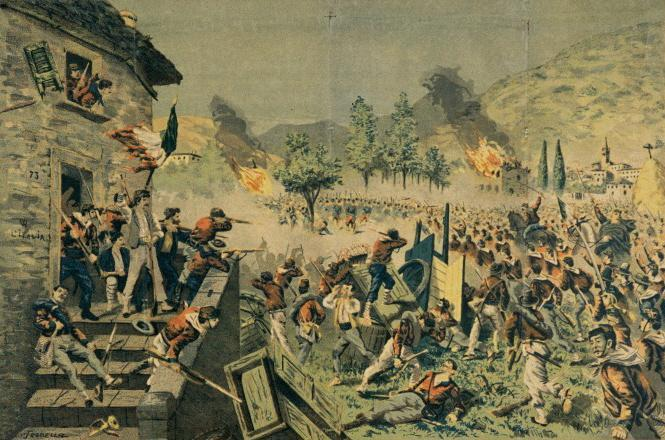
La battaglia di Mentana, che il 3 novembre 1867 chiuse la campagna dell'Agro romano

Dopo un corso di addestramento, dal 1862 e per cinque anni Giovagnoli fu docente di materie letterarie alla Scuola per sottufficiali, attività che interruppe nel 1866 per prendere parte alla terza guerra di Indipendenza; dimessosi dall'esercito, assieme ai fratelli si unì alle file garibaldine nella sfortunata impresa dell’Agro romano.

### L'impegno culturale
A fianco delle occupazioni militari, Raffaello Giovagnoli non mancò di coltivare con interesse le sue passioni letterarie, storiche e artistiche. Allargò i suoi orizzonti letterari studiando autori stranieri – Shakespeare, Schiller e Béranger – che associò agli studi danteschi; riprese la sua attività di giornalista, lavorando per il Fischietto, lo Spirito folletto e poi per il Secolo e la Gazzetta di Firenze, giornale che ospitò la pubblicazione a puntate di Evelina, il suo primo romanzo che ebbe un ottimo riscontro di popolarità fra i lettori. Altrettanto successo avevano avuto due precedenti suoi lavori, le commedie Un caro giovane del 1866, e La vedova di Putifarre dell'anno successivo; e medesimo consenso di pubblico ebbe Audacia e timidezza, del 1870. Spartaco, pubblicato a puntate sul Fanfulla nel 1873-1874, ricostruisce la ribellione capeggiata dallo schiavo trace e mette in risalto la brutalità dell'asservimento umano. Giovagnoli scrisse il romanzo al caffè del teatro Valle, dove si radunava una schiera di intellettuali fra cui Luigi Arnaldo Vassallo e Pietro Cossa, con i quali il letterato costituì la Lega dell'ortografia. Fu anche autore di saggi storici: Ciceruacchio e don Pirlone. Ricordi storici della rivoluzione romana dal 1846 al 1849, Pellegrino Rossi e la rivoluzione romana, Il Risorgimento italiano dal 1815 al 1848, lavori che mettono in rilievo l'ampia partecipazione popolare ai moti rivoluzionari.
Ritornato alla stampa, si impegnò con fervore in diverse attività giornalistiche: contribuì a fondare il giornale La Capitale che diresse per qualche mese ma che lasciò in disaccordo con la proprietà editoriale passando a Il Diavolo color di rosa. Anche questo giornale aveva analoga colorazione politica de La Capitale, ed era inoltre sensibile alle aspirazioni della Prima Internazionale. Collaborò inoltre a Il Suffragio universale e fu direttore de La Stampa di Roma e del foglio Don Pirloncino, che attraverso la satira colpiva lo schieramento di Destra e il clero. Negli anni ottanta fu responsabile della pagina letteraria del Capitan Fracassa, poi si cimentò nella satira politica del Don Chisciotte della Mancia e in ultimo scrisse per La Tribuna. Fu infine a metà degli anni novanta, nel direttivo de Il Parlamento, giornale che sosteneva Giovanni Giolitti.
All'impegno come giornalista, Giovagnoli affiancò quello di docente. Professore di Lettere a Roma nel 1874, quattro anni dopo era a Venezia come insegnante al Liceo Marco Foscarini, poi di nuovo a Roma. Qui dal 1903 insegnò Storia del Risorgimento all'Università, e dopo un periodo di aspettativa per mandato parlamentare chiuse la carriera come direttore della facoltà di Magistero. Nel 1885 diede alle stampe il romanzo storico Messalina.
Il 24 giugno 1906 tenne un discorso a Santa Margherita Ligure in occasione dell'inaugurazione del monumento dedicato a Giuseppe Garibaldi.

### L'attività politica
Convinto anticlericale e propugnatore di una società laica e non condizionata da intromissioni materiali o culturali di ordine religioso, Raffaello Giovagnoli militò nelle schiere della Sinistra. Manifestò le sue idee radicali attraverso gli scritti sulla stampa, con attacchi ad Alfonso La Marmora accusato di cedimenti nei confronti della Chiesa, e sollevando critiche alla corruzione della politica di Bettino Ricasoli. Inoltre ricoprì la carica di consigliere comunale e provinciale nel decennio a cavallo fra gli anni settanta e ottanta, eletto nelle circoscrizioni di Roma e di Tivoli, battendosi in favore dei contadini e delle popolazioni laziali colpite dalle conseguenze del terremoto del 1892.
Col passare del tempo, le sue posizioni politiche radicali si andarono stemperando fino a divenire contigue al conservatorismo di Francesco Crispi, a cui Giovagnoli, associandolo a Cavour, attribuiva saggezza nell'azione restauratrice, capacità nel sapere interpretare le necessità del momento, perizia e intelligenza nell'opera di colonialismo; così come, in contraddizione con le posizioni precedenti, finì con la speranza di una ricomposizione della sfera civile con quella religiosa.
Massone, fu membro della Loggia Tito Vezio di Roma, nella quale fu iniziato verso il 1875; nel 1877 rappresentò la Loggia La luce dei Balcani di Belgrado, appartenente al Grande Oriente d'Italia, all'Assemblea generale massonica di Roma.
Si spense il 15 luglio 1915 a Roma.

## Fortuna critica
Giovagnoli, nutritosi fin da piccolo della storiografia di Roma antica, orgoglioso del proprio “sangue latino” coltivò sempre l'idea della superiorità del popolo romano a paragone delle altre genti della Penisola, come più volte si legge nei suoi scritti; supremazia che si incarnava nei personaggi della storia romana che alimentarono – oltre al suo spirito patriottico – le sue istanze libertarie, le sue aspirazioni all'indipendenza dei popoli e il ripudio dello sfruttamento dell'uomo sull'uomo.
Questi elementi si colgono in particolare nel romanzo Spartaco, opera che ebbe una eco immediata anche fuori dai confini. Oltre a ricevere le lodi di Garibaldi, il lavoro venne pubblicato in Francia, Spagna, Germania e Unione Sovietica, Paese quest'ultimo in cui l'opera raccolse un successo rilevante; e attirò l'interesse di Antonio Gramsci che mise in risalto la diffusione di questo “romanzo popolare” al di là della dimensione strettamente italiana. Se Spartaco dava voce agli ideali liberali dell'autore, secondo il critico Savarese il successivo romanzo storico Publio Clodio del 1905 – dove i protagonisti positivi propugnatori della libertà erano sostituiti da personaggi che invece proteggono l'ordine consolidato – dà conto della parabola ideale di Giovagnoli, scivolato in età avanzata su posizioni filoconservatrici. Le sue opere di storico furono criticate per la frequente assenza di rigore scientifico e per la sua partigianeria.